# Rufino Selva Guerrero
Rufino Selva Guerrero (Benissa, 9 d'octubre de 1969) és un economista i polític valencià, diputat al Congrés dels Diputats en la X Legislatura.

## Biografia
Llicenciat en ciències econòmiques i màster en auditoria i gestió empresarial. Ha treballat en la banca i en Correus. En 1987 ingressà a les Joventuts Socialistes d'Espanya i posteriorment al PSPV-PSOE, del que en fou secretari d'organització a l'Alacantí. A les eleccions municipals espanyoles de 2003, 2007 i 2011 fou escollit regidor de l'ajuntament de Sant Vicent del Raspeig, on ha estat portaveu municipal del grup socialista.
En juny de 2015 renuncià al càrrec per tal de substituir en el seu escó Gabriel Echávarri Fernández, elegit diputat a les eleccions generals espanyoles de 2011 i que havia estat nomenat alcalde d'Alacant. Ha estat secretari segon de la Comissió de Pressupostos Congrés dels Diputats.